# 亘理駅

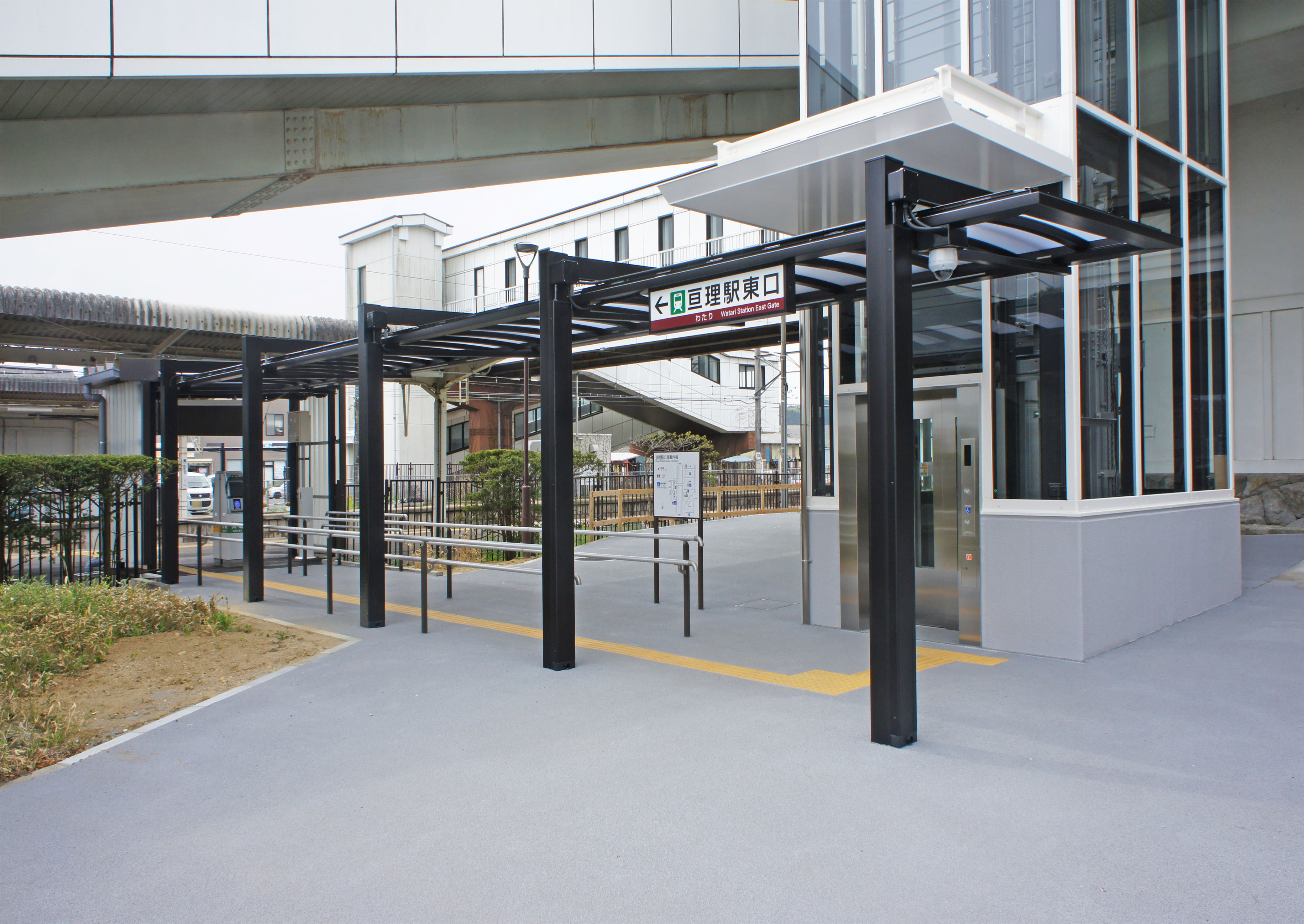
東口（2022年4月）

亘理駅（わたりえき）は、宮城県亘理郡亘理町道田西（どうだにし）にある、東日本旅客鉄道（JR東日本）常磐線の駅である。

## 歴史
亘理駅は1897年（明治30年）11月10日に開業した。
国鉄時代からJR移行1年目まで亘理駅は水戸鉄道管理局 - 東京圏運行本部管内だったため、東京圏運行本部最北端の支社境界の駅だった。このため、国鉄時代は朝1番の上り始発列車に当駅始発（仙台駅→当駅間は回送）があったほか、宮城県内でありながら乗車券の様式が東京印刷所様式だったり（1986年〈昭和61年〉以降は仙台鉄道局管内も仙台印刷所から東京印刷所となり差異は無くなっている）、1985年（昭和60年）には筑波科学万博の記念乗車券が発売されており、『河北新報』には亘理駅で発売されることが記事になっていた。
亘理駅は仙台駅から30キロメートル圏内であり、仙台通勤圏に属していたが、列車本数は少なかった。国鉄時代は水戸鉄道管理局の管轄下にあったことから、地元町役場関係者らは列車増便の陳情のためわざわざ水戸まで出向かなければならなかった。そのため、かつては駅周辺に「鉄道管理局移管」を求める看板や垂れ幕が掲げられていた。
亘理郷土史研究会編、機関誌『郷土わたり』によれば、国鉄時代の1970年代後半の仙台行き通勤列車の一部は、ホーム長を大きく超える長大15両（郵便車を含む）編成であり、手動ドア（客車）であったため、席取りの関係上、地上から強引に乗車する光景が日常的に見られたと言う。

### 東日本大震災の影響
2011年（平成23年）3月の東日本大震災の津波によって、当駅以南の常磐線は甚大な被害を受けた。2013年（平成25年）3月16日に当駅と浜吉田駅の間で運行を再開するまでは、仙台側からの常磐線列車の終点となっていた。
これに伴い、西口に列車代行バスの案内拠点として「亘理駅バスセンター」が設置された。JR東日本東北総合サービスに業務委託されており、浜吉田駅・坂元駅（東北総合サービス委託）勤務の社員を中心に業務にあたった。2016年（平成28年）12月10日の相馬 - 浜吉田間運行再開にあわせ、代行バスは前日の12月9日をもって運行を終了した。
2011年（平成23年）4月12日の運転再開時は、1番線ホーム（下り方面）を仮設拡張し中線で仙台方面へ折り返していた。
2013年（平成25年）3月16日の当駅 - 浜吉田駅間の運転再開から2番線（上り本線）を使用再開したが、2014年（平成26年）3月15日から当駅で行き違いのない上り列車（当駅発9時14分以降）は1番線ホーム（中線）発着となった。
2016年（平成28年）9月16日の営業運転終了後から19日までの3日間にわたり、1番線（下り本線）上に仮設拡幅されたホームの撤去工事が行われ、中線での発着を終了、1番線（下り本線）の使用を再開し、上り列車はすべて2番線発着となる。

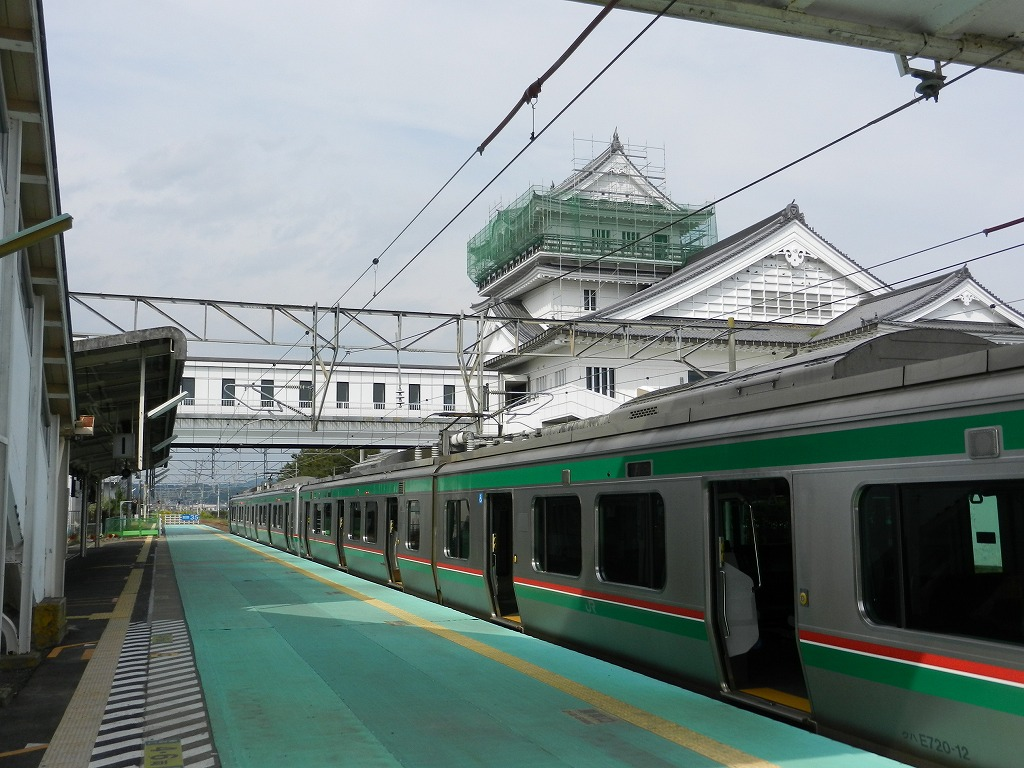
東日本大震災後の亘理駅構内。1番線ホームが仮設拡幅され、列車は中線で発着していた。（2011年10月）
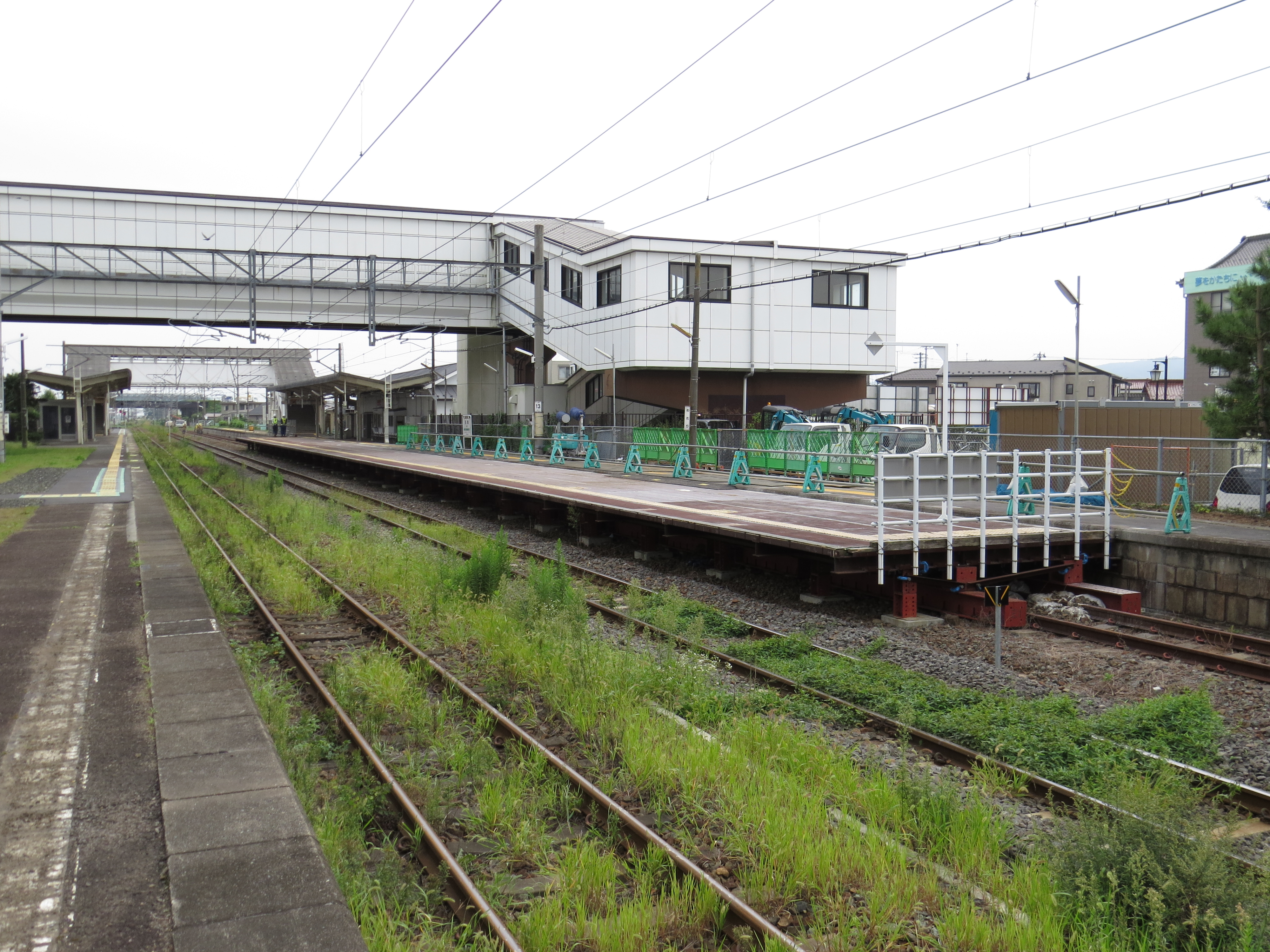
仮設ホーム。下り線上にホームを設けて運用していた。（2016年9月）
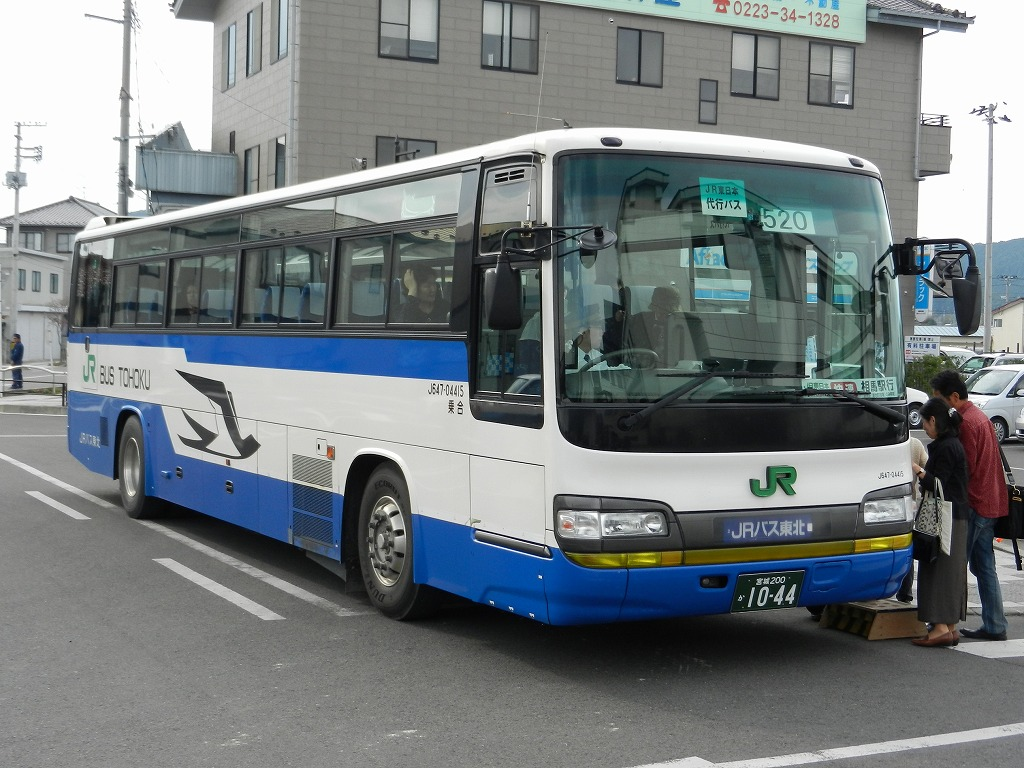
当駅から発着していた相馬駅行の代行バス（2011年10月）

### 震災以後
駅を東側（海側・荒浜方）から利用する場合、自由通路を渡って西側の改札まで行かなくてはいけないため、町民の「東側にも改札を設けてほしい」、「首都圏の駅のように橋上駅舎にしてほしい」などの意見から、町役場が東側改札口の設置をJRに要望していた。震災前の2009年（平成21年）12月1日より、2番線に移動制約者専用の出口が設けられたが、これには利用2日前までに岩沼駅に申し込んでおく必要があった。その後、亘理町とJRでバリアフリー化に向けた基本協定が2020年（令和2年）12月18日に締結され、2022年（令和4年）3月に東口改札の供用が開始された。

### 年表
- 1897年（明治30年）11月10日：日本鉄道の駅として開業[2][3]。
- 1906年（明治39年）11月1日：日本鉄道が国有化され、官設鉄道の所属となる[3]。
- 1909年（明治42年）10月12日：線路名称の制定により常磐線の所属となる。
  - 1910年代の客車便は、1日上下それぞれ5本ずつほどの発着だった。
  - タクシーが登場したのは1926年（大正15年）。
  - 1930年代に、当駅には常時3台ほどの人力車が客待ちしていた。
- 1949年（昭和24年）6月1日：日本国有鉄道が発足。
- 1983年（昭和58年）4月1日：貨物の取り扱いを廃止[3]。
- 1985年（昭和60年）3月14日：荷物の扱いを廃止[3]。
- 1987年（昭和62年）4月1日：国鉄分割民営化により、JR東日本の駅となる[3]。
- 1988年（昭和63年）4月1日：水戸支社から東北地域本社（現・東北本部）に業務移管。
- 2003年（平成15年）
  - 3月13日：自動改札機を導入。
  - 10月26日：ICカード「Suica」の利用が可能となる[報道 5]。
- 2008年（平成20年）9月：駅舎が悠里館（亘理町立図書館/郷土資料館展示室など）と一体感のある外装となる[2]。改札口に発車案内（電光掲示板）を設置。
- 2011年（平成23年）
  - 3月11日：東日本大震災により営業休止。
  - 4月12日：当駅 - 岩沼駅間で運転再開[5]。当駅 - 相馬駅間（のちに原ノ町駅まで延長）でバス代行実施[6]。
  - 12月21日：相馬駅 - 原ノ町駅間の運転再開に伴い、代行バスの区間を当駅 ‐ 相馬駅間に短縮。
- 2013年（平成25年）3月16日：当駅 - 浜吉田駅間で運転再開[新聞 2][新聞 3]。
- 2014年（平成26年）6月1日：業務委託化。これに伴い亘理駅長（岩沼駅助役待遇）廃止。
- 2016年（平成28年）12月10日：浜吉田駅 - 相馬駅間運転再開に伴い、当駅 - 相馬駅間の代行バスの運行は終了[報道 1]。
- 2020年（令和2年）3月14日：特急「ひたち」運行再開と同列車1往復停車に併せて指定席券売機を導入。
- 2022年（令和4年）3月23日：東口改札とエレベーターが供用を開始[報道 3][報道 4]。
- 2024年（令和6年）
  - 1月31日：みどりの窓口の営業を終了[7]。
  - 10月1日：えきねっとQチケのサービスを開始[1][報道 6]。

## 駅構造
相対式ホーム2面2線と中線を有する地上駅である。中線は試運転や回送列車などの列車待ち合わせ時に使用する。震災以前は貨物列車の待ち合わせ時も使用されていた。駅舎とホームとの間は跨線橋で繋がっている。また、2番線ホーム上に待合室がある。
岩沼駅管理の業務委託駅（JR東日本東北総合サービス委託）である。2014年（平成26年）5月31日までは岩沼駅管理の直営駅であり、駅長（岩沼駅助役待遇）が配置されていた。自動券売機、指定席券売機、自動改札機（Suica、えきねっとQチケ対応）、自動精算機が設置されている。
2022年（令和4年）3月23日から、亘理町による「悠里館」（当駅隣接）におけるエレベーター設置や通路屋根等整備に併せて、東口改札（簡易Suica改札機設置）が供用開始された。
発車ベルのスイッチがあり、特急発着時のみ使われることがあった。

### のりば
| 番線 | 路線    | 方向 | 行先       |
| ---- | ------- | ---- | ---------- |
| 1    | ■常磐線 | 下り | 仙台方面   |
| 2    | ■常磐線 | 上り | 原ノ町方面 |

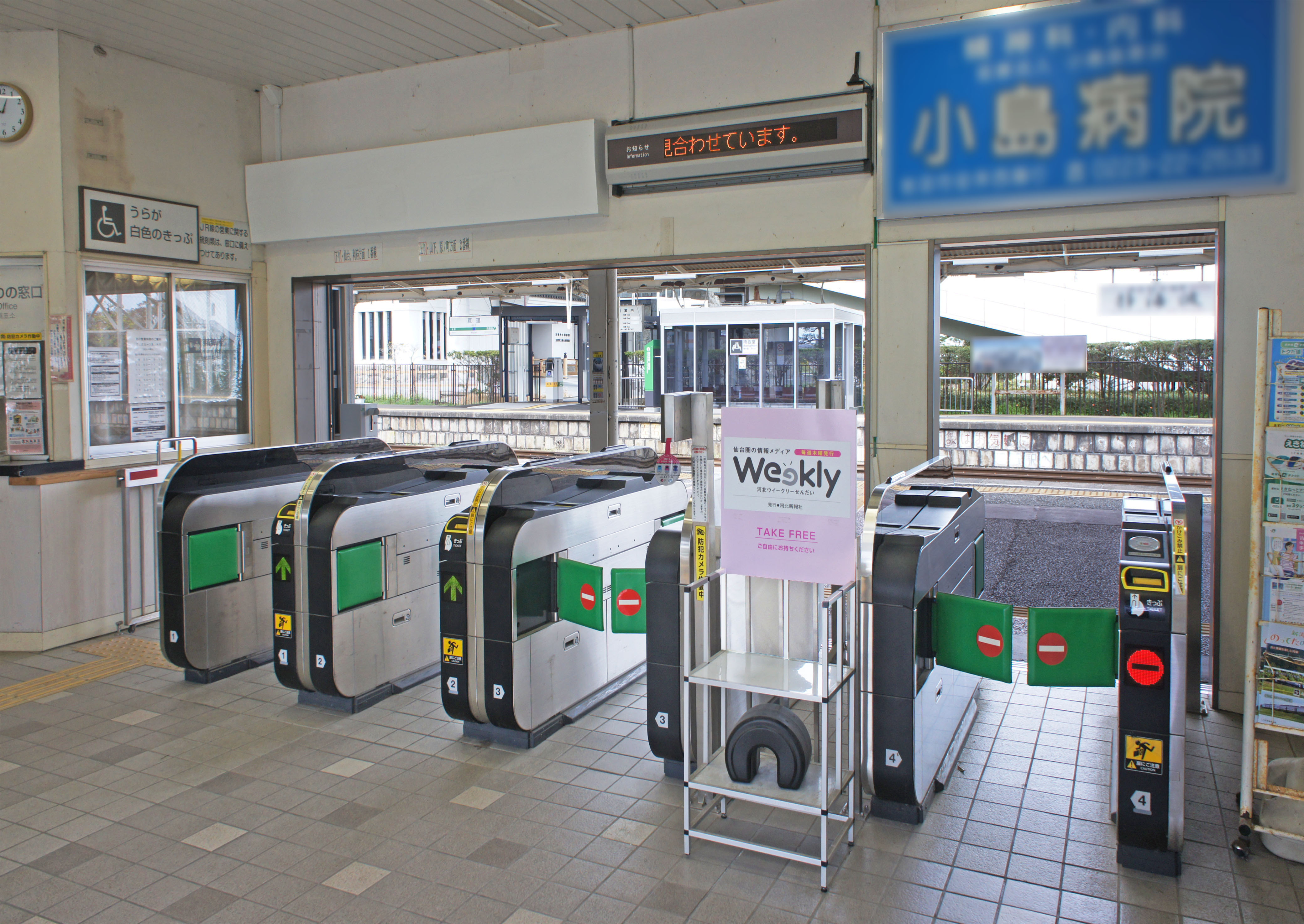
西口改札（2022年4月）
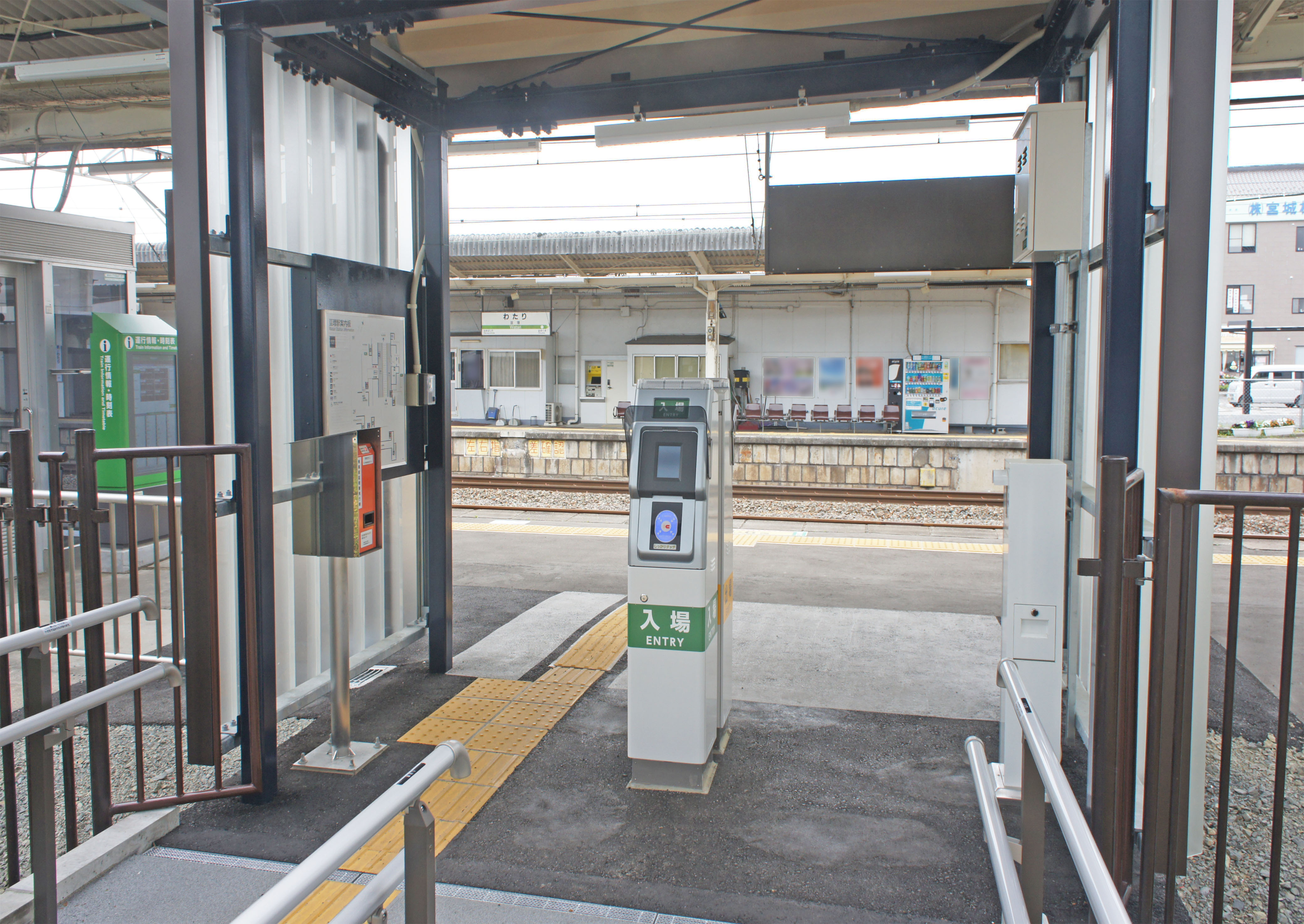
東口改札（2022年4月）
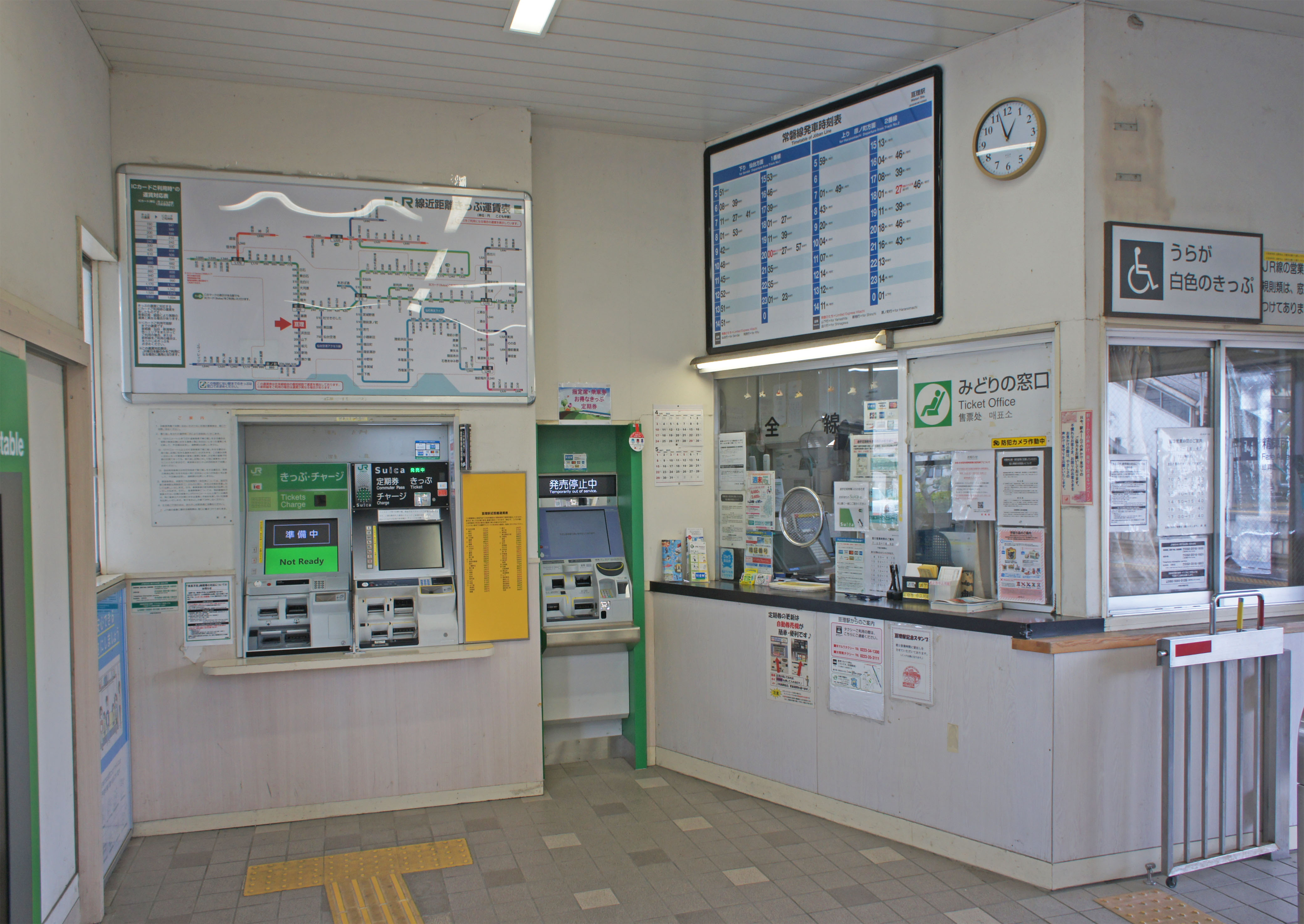
みどりの窓口と券売機（2022年4月）
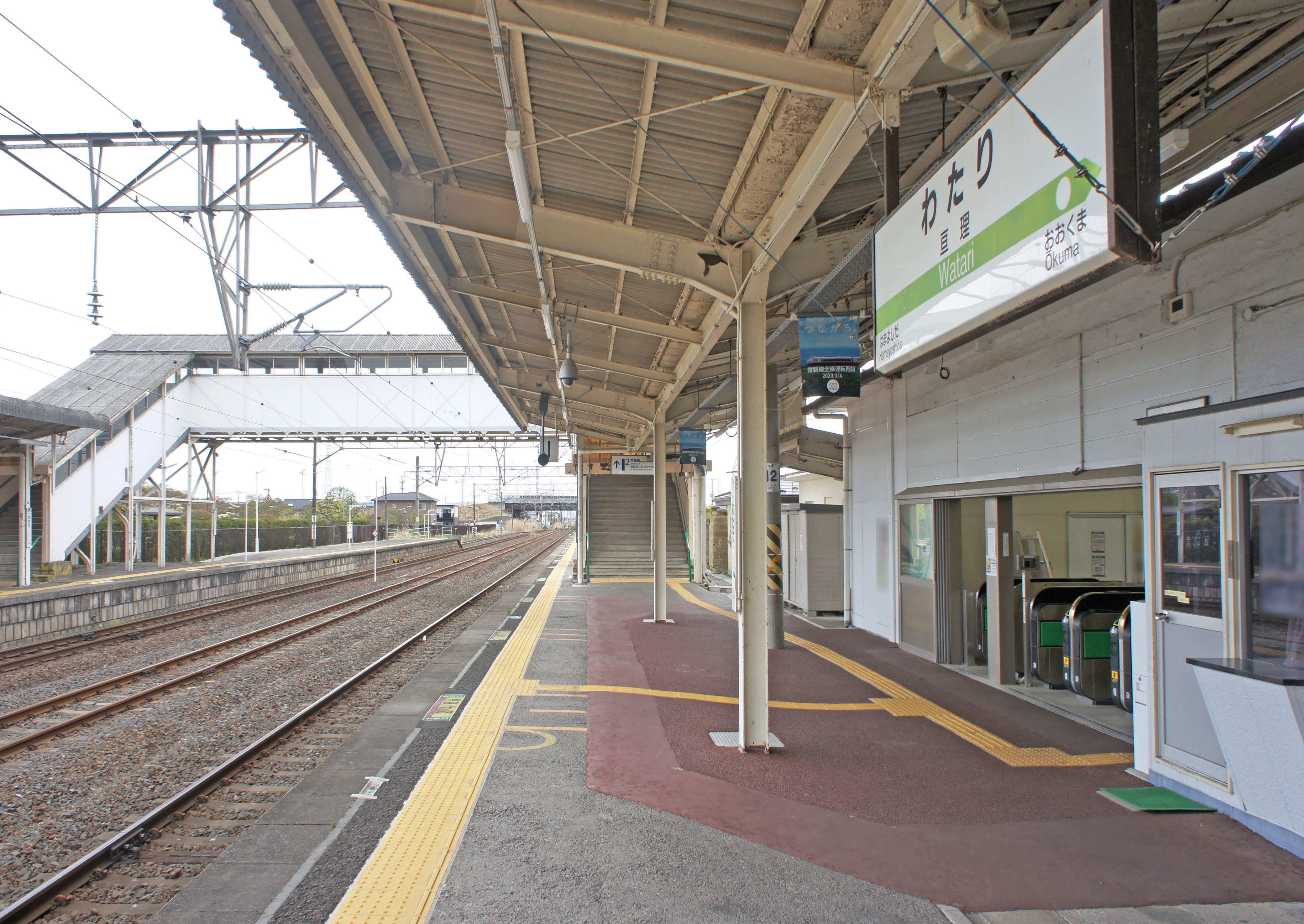
1番線ホーム（2022年4月）
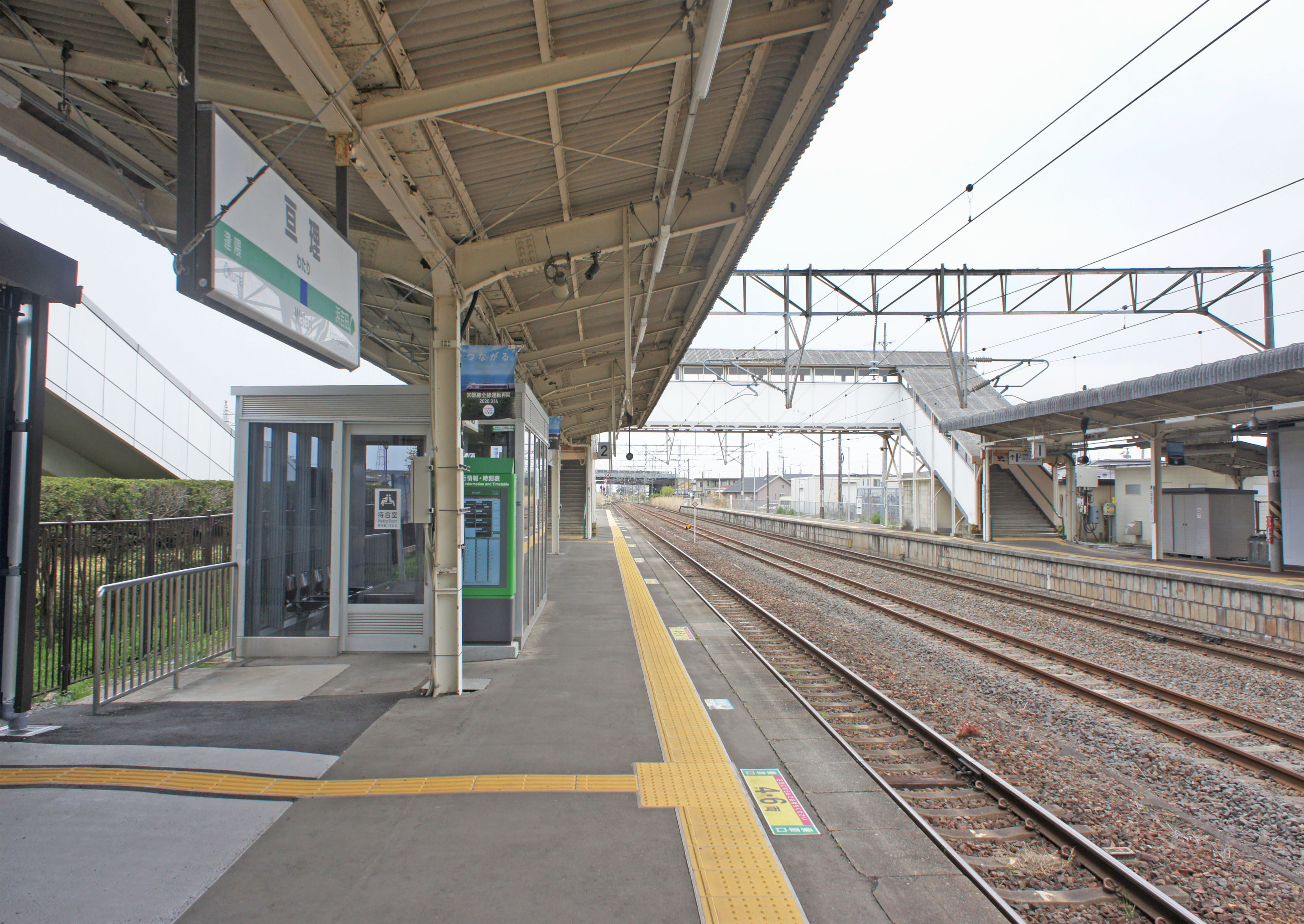
2番線ホーム（2022年4月）

## 利用状況
JR東日本によると、2023年度（令和5年度）の1日平均乗車人員は1,736人である。
2000年度（平成12年度）以降の推移は以下のとおりである。
| 1日平均乗車人員推移 | 1日平均乗車人員推移 | 1日平均乗車人員推移 | 1日平均乗車人員推移 | 1日平均乗車人員推移 |
| 年度                | 定期外              | 定期                | 合計                | 出典                |
| ------------------- | ------------------- | ------------------- | ------------------- | ------------------- |
| 2000年（平成12年）  |                     |                     | 2,810               | [ 利用客数 2 ]      |
| 2001年（平成13年）  |                     |                     | 2,724               | [ 利用客数 3 ]      |
| 2002年（平成14年）  |                     |                     | 2,621               | [ 利用客数 4 ]      |
| 2003年（平成15年）  |                     |                     | 2,626               | [ 利用客数 5 ]      |
| 2004年（平成16年）  |                     |                     | 2,558               | [ 利用客数 6 ]      |
| 2005年（平成17年）  |                     |                     | 2,494               | [ 利用客数 7 ]      |
| 2006年（平成18年）  |                     |                     | 2,411               | [ 利用客数 8 ]      |
| 2007年（平成19年）  |                     |                     | 2,362               | [ 利用客数 9 ]      |
| 2008年（平成20年）  |                     |                     | 2,298               | [ 利用客数 10 ]     |
| 2009年（平成21年）  |                     |                     | 2,212               | [ 利用客数 11 ]     |
| 2010年（平成22年）  |                     |                     | 2,158               | [ 利用客数 12 ]     |
| 2011年（平成23年）  | 非公表              | 非公表              | 非公表              |                     |
| 2012年（平成24年）  | 650                 | 1,958               | 2,608               | [ 利用客数 13 ]     |
| 2013年（平成25年）  | 545                 | 1,734               | 2,280               | [ 利用客数 14 ]     |
| 2014年（平成26年）  | 518                 | 1,677               | 2,195               | [ 利用客数 15 ]     |
| 2015年（平成27年）  | 516                 | 1,667               | 2,184               | [ 利用客数 16 ]     |
| 2016年（平成28年）  | 485                 | 1,649               | 2,135               | [ 利用客数 17 ]     |
| 2017年（平成29年）  | 438                 | 1,675               | 2,113               | [ 利用客数 18 ]     |
| 2018年（平成30年）  | 435                 | 1,695               | 2,130               | [ 利用客数 19 ]     |
| 2019年（令和元年）  | 411                 | 1,689               | 2,100               | [ 利用客数 20 ]     |
| 2020年（令和02年）  | 244                 | 1,393               | 1,638               | [ 利用客数 21 ]     |
| 2021年（令和03年）  | 255                 | 1,396               | 1,651               | [ 利用客数 22 ]     |
| 2022年（令和04年）  | 301                 | 1,405               | 1,707               | [ 利用客数 23 ]     |
| 2023年（令和05年）  | 342                 | 1,394               | 1,736               | [ 利用客数 1 ]      |

## 駅周辺
駅の東側に城を模した特徴的な外観の建物「悠里館」がある。この建物の1階には郷土資料館、2階には図書館が入居しており、また最上階である5階には太平洋や蔵王連峰を見晴らせる展望ホールがある。この建物の存在から、「町のシンボルでもある巨大なお城の駅舎」を有するとして、2002年（平成14年）に亘理駅は東北の駅百選に選定された。

### 東口
- 亘理町役場
- あぶくま信用金庫亘理支店
- ショッピングセンター亘理（みやぎ生協）

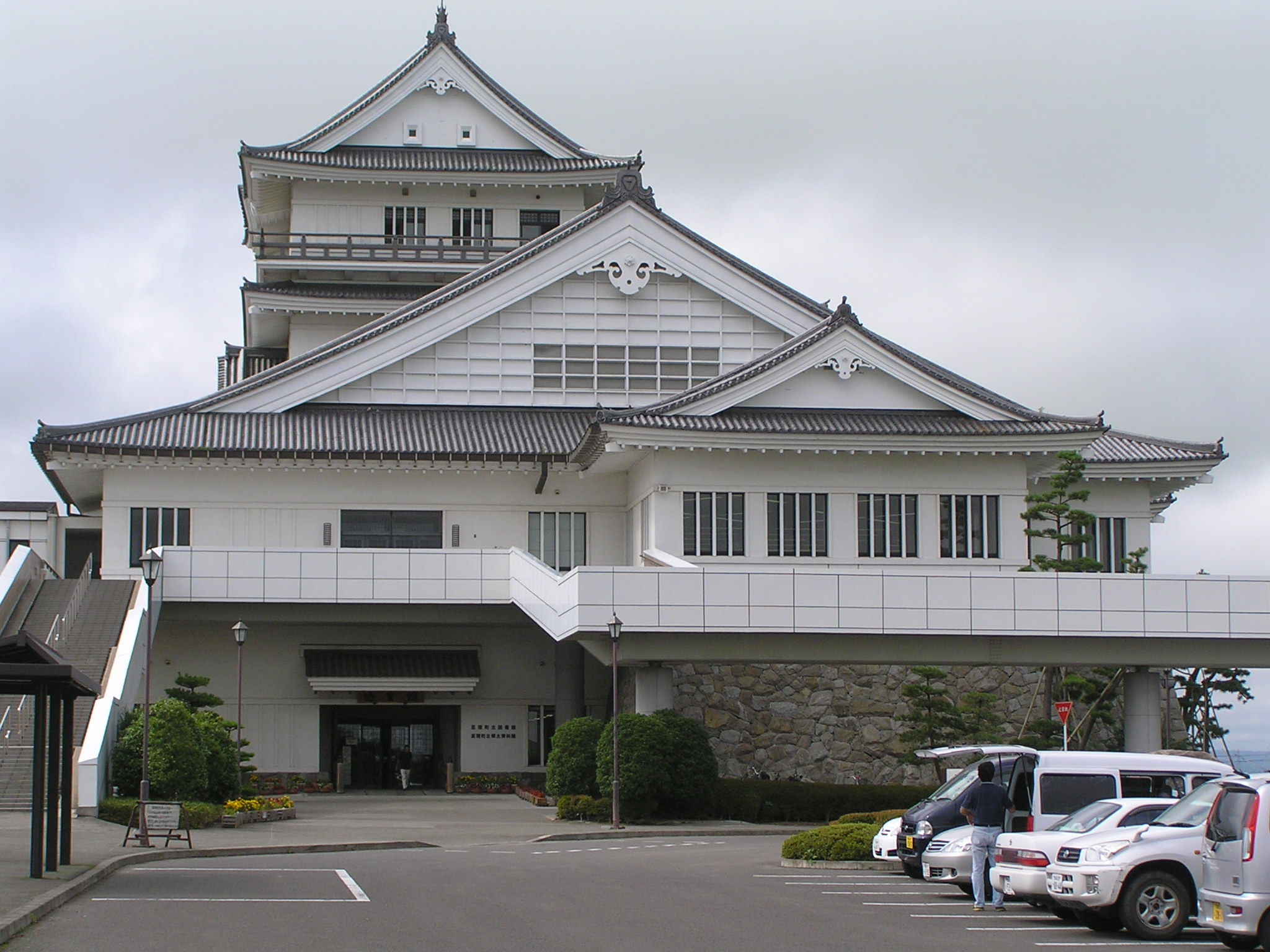
悠里館（2006年8月）
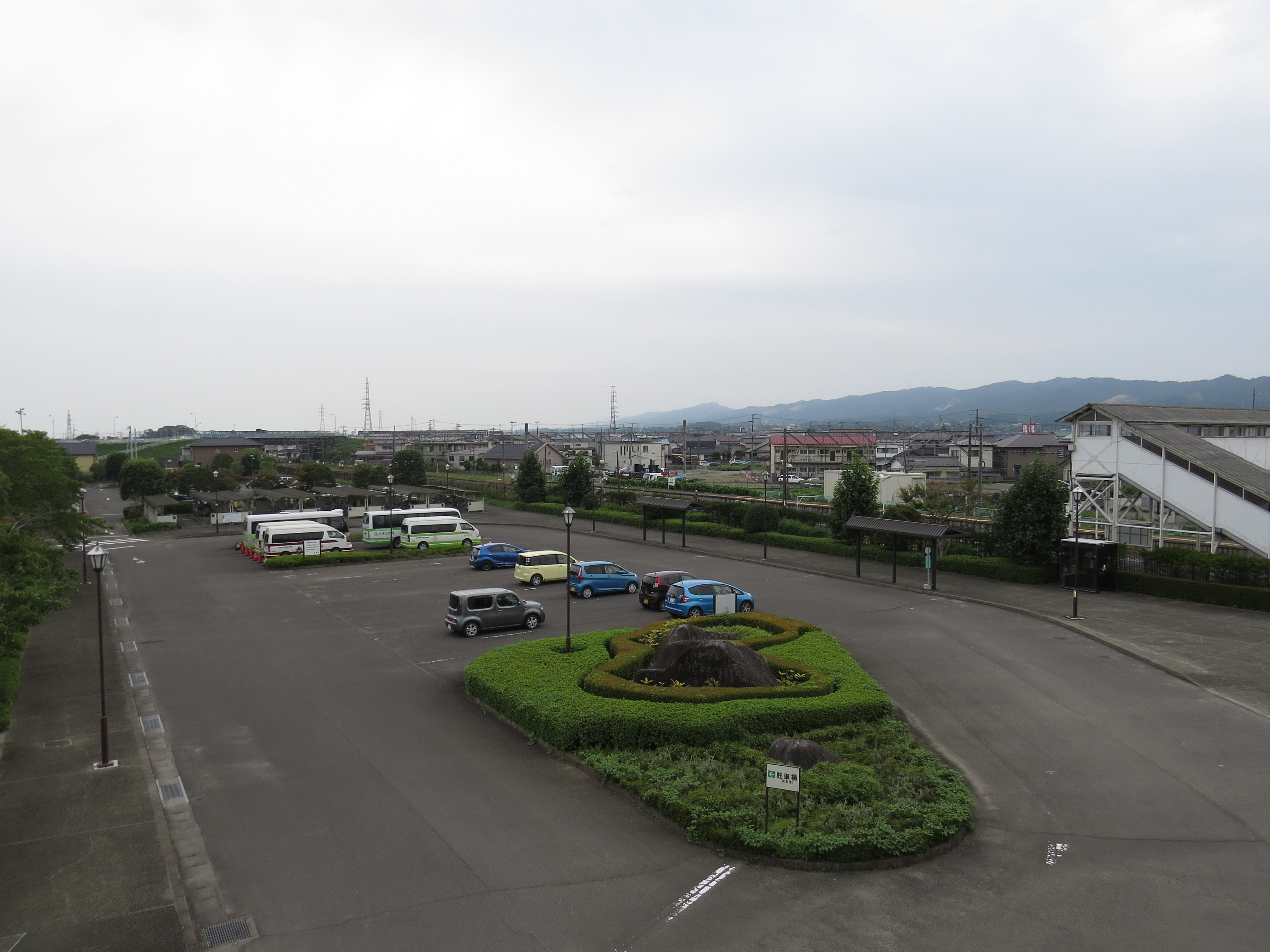
東口駅前広場（2016年9月）

### 西口
- 亘理町町民乗合自動車（さざんか号）乗り場
- 市街地
- 亘理郵便局
- 亘理警察署
- 亘理消防署
- 亘理町立亘理小学校
- 亘理町立亘理中学校
- 宮城県亘理高等学校
- 亘理町中央公民館
- 亘理公園
- 亘理神社
- 七十七銀行亘理支店
- 仙台銀行亘理支店
- 宮城第一信用金庫亘理支店
- ショッピングパーク亘理（ヨークベニマル）

## 隣の駅
東日本旅客鉄道（JR東日本）
■常磐線
- 特急「ひたち」一部停車駅

■普通
浜吉田駅 - 亘理駅 - 逢隈駅

### 記事本文